# Еріх Бесслер
Еріх Фердинанд Генріх Бесслер (нім. Erich Ferdinand Heinrich Baeßler; 5 серпня 1890 — 11 травня 1957, Бремен) — німецький воєначальник, генерал-лейтенант вермахту. Кавалер Німецького хреста в золоті.

## Біографія
14 березня 1911 року вступив в армію. Учасник Першої світової війни. 9 січня 1920 року вступив в поліцію і 31 січня був звільнений з армії. 15 жовтня 1935 року повернувся в армію і призначений командиром 2-го батальйону 65-го піхотного полку. З 26 серпня 1939 року — командир 22-го запасного піхотного, з 1 грудня 1939 по 7 листопада 1941 року — 399-го піхотного полку, з 1 квітня по 14 грудня 1942 року — 377-ї піхотної дивізії. З 30 червня 1943 року — заступник командира 17-ї авіапольової дивізії. З 12 жовтня 1943 по 15 липня 1944 року — командир 19-ї авіапольової дивізії. З 8 серпня по 20 жовтня 1944 року — офіцер для особливих доручень ОКГ. З 28 жовтня 1944 року — міський комендант Осло. З грудня 1944 року — командир 191-ї резервної дивізії. 8 травня 1945 року взятий в полон радянськими військами.

## Сім'я
Молодший брат — генерал-лейтенант Йоганнес Бесслер, також кавалер Німецького хреста в золоті.

## Звання
- Фенріх запасу (14 березня 1911)
- Фенріх (18 жовтня 1911)
- Лейтенант (22 травня 1912; патент від 1 червня 1910)
- Оберлейтенант (18 грудня 1915)
- Гауптман поліції (9 січня 1920)
- Гауптман запасу (31 січня 1920)
- Майор запасу (14 грудня 1927)
- Оберстлейтенант поліції (1 вересня 1935)
- Оберстлейтенант (15 жовтня 1935)
- Оберст (1 січня 1938)
- Генерал-майор (1 січня 1942)
- Генерал-лейтенант (1 січня 1944)

## Нагороди
- Залізний хрест 2-го і 1-го класу
- Королівський орден дому Гогенцоллернів, лицарський хрест з мечами (31 січня 1918)
- Почесний хрест ветерана війни з мечами
- Медаль «За вислугу років у Вермахті» 4-го, 3-го, 2-го і 1-го класу (25 років)
- Застібка до Залізного хреста
  - 2-го класу (19 квітня 1940)
  - 1-го класу (4 липня 1941)
- Штурмовий піхотний знак в сріблі
- Почесна застібка на орденську стрічку для Сухопутних військ (29 вересня 1941)
- Німецький хрест в золоті (18 жовтня 1941)